# Luiz Eugênio Perez
Dom Luiz Eugênio Perez (Orlândia, São Paulo, 5 de maio de 1928 — Ribeirão Preto, 14 de novembro de 2012) foi um bispo católico brasileiro. Foi bispo na Diocese de Jales de 1970 a 1981 e da Diocese de Jaboticabal de 1981 a 2003, permanecendo como Bispo Emérito até sua morte.

## Biografia
No ano de 1941 ingressou no Seminário Diocesano de Campinas, e ali permaneceu até o ano de 1947. Completou os cursos de filosofia e teologia no Seminário de Ipiranga, na cidade de São Paulo.
Ordenou-se em 8 de dezembro de 1954 em sua cidade Natal, por D. Luís do Amaral Mousinho, então Bispo de Ribeirão Preto. Iniciou seu trabalho sacerdotal como Vigário Cooperador da Catedral de Ribeirão Preto. No ano de 1957 recebeu a nomeação de Vigário Ecônomo de Cravinhos, e sua posse foi em 27 de fevereiro do mesmo ano. Ali trabalhou por 13 anos, criando centros de catequeses de trabalho.
No dia 16 de Março de 1970 o Papa Paulo VI o nomeou Bispo para a Diocese de Jales. Foi ordenado Bispo na Matriz de Cravinhos, em 11 de junho de 1970, pelo Nuncio Apostólico D. Umberto Mozzoni e pelos consagrantes D. José Bernardo Miele e D. Jaime Luiz Coelho. Em 2 de julho do mesmo ano tomou posse da Diocese de Jales como segundo bispo, sucedendo a Dom Artur. Em 29 de agosto de 1981, encerra-se o período de posse na Diocese de Jales, sendo transferido para a Diocese de Jaboticabal (SP).
Suas principais realizações à frente da Diocese de Jaboticabal, dentre outras, foram: aquisição da Rádio Vida Nova, pertencente à Fundação Nossa Senhora do Carmo, que funciona como porta-voz da mensagem da Igreja Católica, no quarto andar do edifício da Sede Social Diocesana; a instalação do Seminário Propedêutico "Beato Frei Galvão"; a construção da Casa de Encontros "Nossa Senhora de Fátima" e Seminário Diocesano "Nossa Senhora do Carmo", como também a criação das Assembléias Diocesanas de Pastoral. O ponto alto de seu episcopado frente a Diocese de Jaboticabal foi a celebração do "Jubilaeum A. D. 2000".
Em 25 de junho de 2003, Sua Santidade o Papa João Paulo II aceitou o pedido de renúncia de Dom Luiz e nomeou Dom Antônio Fernando Brochini, C.S.S., até então seu bispo-coadjutor, como o quarto Bispo Diocesano de Jaboticabal.